# Großsteingrab Püttkesberge
Das Großsteingrab Püttkesberge (oder Pütkesberge) ist eine stark gestörte neolithische Megalithanlage mit der Sprockhoff-Nr. 833. Sie entstand zwischen 3500 und 2800 v. Chr. als Anlage der Trichterbecherkultur (TBK). Neolithische Monumente sind Ausdruck der Kultur und Ideologie neolithischer Gesellschaften. Ihre Entstehung und Funktion gelten als Kennzeichen der sozialen Entwicklung.
Das Großsteingrab liegt unmittelbar südlich von Sögel in einem Waldgebiet beim „Industriegebiet Pütkesberge“ im Landkreis Emsland in Niedersachsen.
Die Anlage ist stark zerstört. Die aus 15 Steinen bestehenden Reste lassen keine Rückschlüsse auf die ursprüngliche Größe und den Typ zu. Ein Stein weist ein Bohrloch für eine Sprengung auf. Das schwer auffindbare Grab dürfte sehr lang gewesen sein.